# Forsteronia affinis
Forsteronia affinis är en oleanderväxtart som beskrevs av Müll. Arg.. Forsteronia affinis ingår i släktet Forsteronia och familjen oleanderväxter. Inga underarter finns listade i Catalogue of Life.